# 万雅讷河畔利塞
万雅讷河畔利塞（法語：Licey-sur-Vingeanne，法語發音：[lisɛ syʁ vɛ̃ʒan]）是法国科多尔省的一个市镇，属于第戎区。

## 地理
万雅讷河畔利塞（47°28'52"N, 5°22'54"E）面积3.39 平方千米，位于法国勃艮第-弗朗什-孔泰大區科多尔省，该省份为法国中东部省份，北起奥布省，西接涅夫勒省和约讷省，南至索恩-卢瓦尔省，东南接汝拉省，东临上索恩省，东北部与上马恩省接壤。
与万雅讷河畔利塞接壤的市镇（或旧市镇、城区）包括：阿特里库尔、当皮埃尔和弗莱、方丹弗朗赛斯。

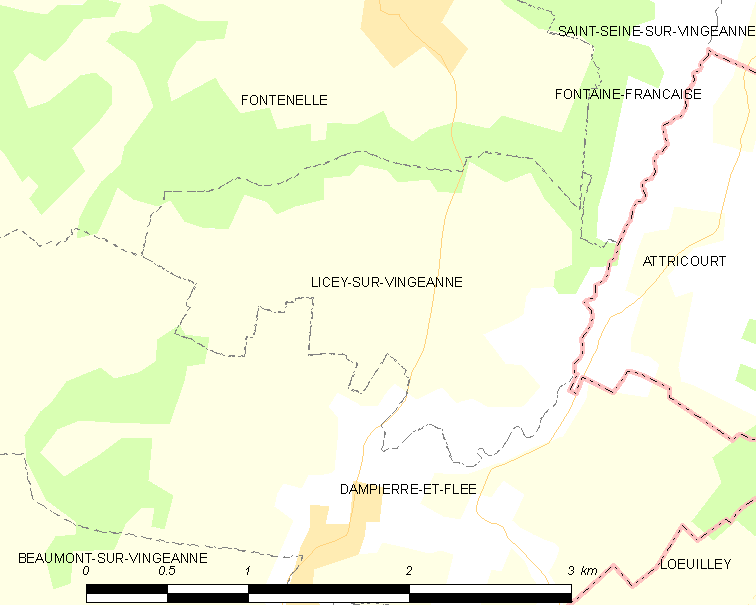
万雅讷河畔利塞的OSM定位图

万雅讷河畔利塞的时区为UTC+01:00、UTC+02:00（夏令时）。

## 行政
万雅讷河畔利塞的邮政编码为21610，INSEE市镇编码为21348。

## 政治
万雅讷河畔利塞所属的省级选区为圣阿波利奈尔县。

## 人口

1962-2008年间万雅讷河畔利塞人口变化图示

万雅讷河畔利塞于2022年1月1日时的人口数量为100人。